# Zoia Ceaușescu

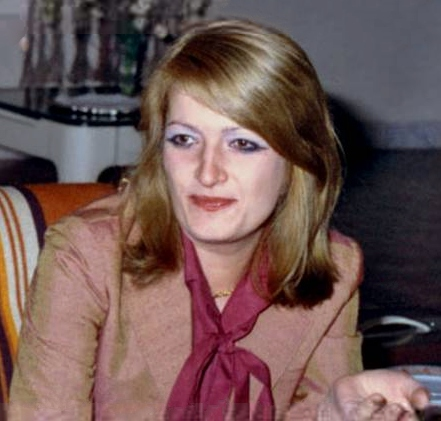
Zoia Ceaușescu, 1. September 1981 (Bildausschnitt)

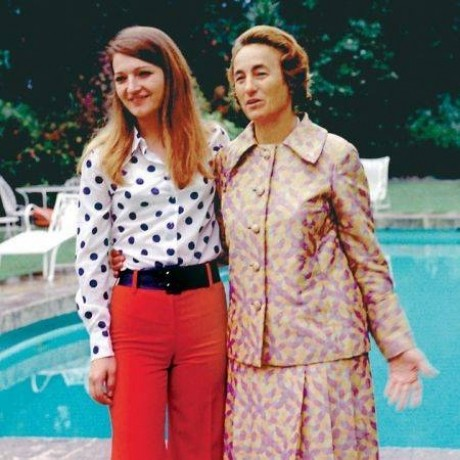
Mit ihrer Mutter am 26. September 1978 (Bildausschnitt)

Zoia Ceaușescu (* 1. März 1949 in Bukarest; † 20. November 2006 ebenda) war eine rumänische Mathematikerin und die Tochter des rumänischen Diktatorenpaares Elena und Nicolae Ceaușescu sowie die Schwester von Nicu und Valentin Ceaușescu.

## Leben
Zoia Ceaușescus Eltern standen an der Staatsspitze der Sozialistischen Republik Rumänien. Auf diese Weise begleitete sie ihre Eltern Mitte Oktober 1969 beispielsweise auf einem Staatsbesuch nach Indien. Sie studierte Mathematik und arbeitete ab 1975 als wissenschaftliche Mitarbeiterin an der Akademie der Wissenschaften in Bukarest. 1980 heiratete sie Mircea Oprean, einen Professor und Ingenieur an der Polytechnischen Universität Bukarest. Ihr Arbeitsgebiet war die Funktionalanalysis. In den 1980er Jahren war sie Direktorin des Instituts für Mathematik der Rumänischen Akademie der Wissenschaften (INCREST, Institutul pentru Creaţie Ştiinţifică şi Tehnică).
Als Tochter des Generalsekretärs der Rumänischen Kommunistischen Partei genoss sie, wie die übrigen Familienmitglieder auch, zahlreiche Privilegien. Sie führte im Gegensatz zur übrigen Bevölkerung ein luxuriöses Leben. Als im Dezember 1989 im Zuge der Rumänischen Revolution Nicolae Ceaușescu gestürzt wurde, erging ebenfalls Haftbefehl gegen die Kinder des Diktators. Zoia Ceaușescu wurde daraufhin festgenommen und wegen „Verschwendung öffentlicher Gelder“ angeklagt. Nach acht Monaten wurde sie aus der Haft entlassen. Die Rückkehr an ihren alten Arbeitsplatz wurde ihr verwehrt, Ceaușescu klagte dagegen ohne Erfolg. 
Anfang Januar 1990 wurde auch ihr Ehemann Mircea Oprean, Universitätsprofessor an der Polytechnischen Universität, festgenommen und blieb bis zum 8. August 1990 inhaftiert. Beide mussten in der Folge ihre Villa aufgeben und bei Freunden und Verwandten unterkommen. Ceaușescu führte darauf ein zurückgezogenes Leben und mied die Presse. Zoia Ceaușescu war starke Raucherin und starb am 20. November 2006 an Lungenkrebs. Die Trauerfeier war bescheiden. Zoia Ceaușescu wurde im Krematorium Cenușa eingeäschert.
In der Öffentlichkeit war ihr Name zuletzt aufgetaucht, als sie eine Exhumierung der Leichen aus dem Grab ihrer Eltern auf dem Ghencea-Friedhof in Bukarest durchsetzen wollte. Sie hatte stets behauptet, dass dort nicht ihre Eltern beerdigt worden seien. Ihre Behauptung erwies sich 2010 als falsch.